# Manio Laberio Máximo
Manio Laberio Máximo  fue un político y militar romano de los siglos I y II, que vivió durante los reinados de los emperadores Domiciano y Trajano.

## Familia
Era miembro de una familia natural de Lanuvium, donde su abuelo —llamado Lucio Laberio Máximo— sirvió como magistrado. Su padre —también llamado Lucio Laberio Máximo— fue un influyente équite que sirvió como prefecto de la annona, prefecto de Egipto y prefecto del pretorio (80-84). Se desconoce la identidad de su madre.
No se conoce la identidad de su esposa, aunque se sabe que tuvo una hija llamada Laberia Hostilia Crispina. Laberia se casó con el senador y cónsul Cayo Brutio Presente con el que tuvo a Cayo Brutio Presente; a causa de ella Laberio Máximo era el bisabuelo de Lucio Brutio Quincio Crispino y de la emperatriz romana Brutia Crispina, casada con el emperador Cómodo.

## Carrera pública
Laberio sirvió como cónsul suffectus entre octubre y diciembre del año 89 y se cree que como legado en Numidia antes de ser nombrado gobernador de Mesia Inferior en 100-102; de hecho, Plinio el Joven entrevistará a uno de su esclavos en 111 que los dacios secuestraron en Mesia. Sirvió como comandante durante la guerra dacia de 101-102 y de acuerdo con el testimonio de Dión Casio se distinguió a finales de la campaña. En pago a sus servicios, Trajano le recompensó con un segundo consulado en el año 103 con él mismo como colega. La Historia Augusta dice que se le condenó tras el ascenso al trono de Adriano como consecuencia de «sus deseos de derrocar al emperador»; no obstante, aunque estas sospechas llevaron a Publio Acilio Atiano, prefecto del pretorio de Adriano, a intentar asesinarle, el emperador le concedió su perdón.